# Wit Hanke
Wit Hanke (ur. 20 lutego 1907 w Chorzowie, zm. 3 maja 1966) – polski działacz społeczny, polityczny i sportowy. Prezes Polskiego Związku Piłki Nożnej (1961–1966), poseł na Sejm PRL II i III kadencji.

## Życiorys

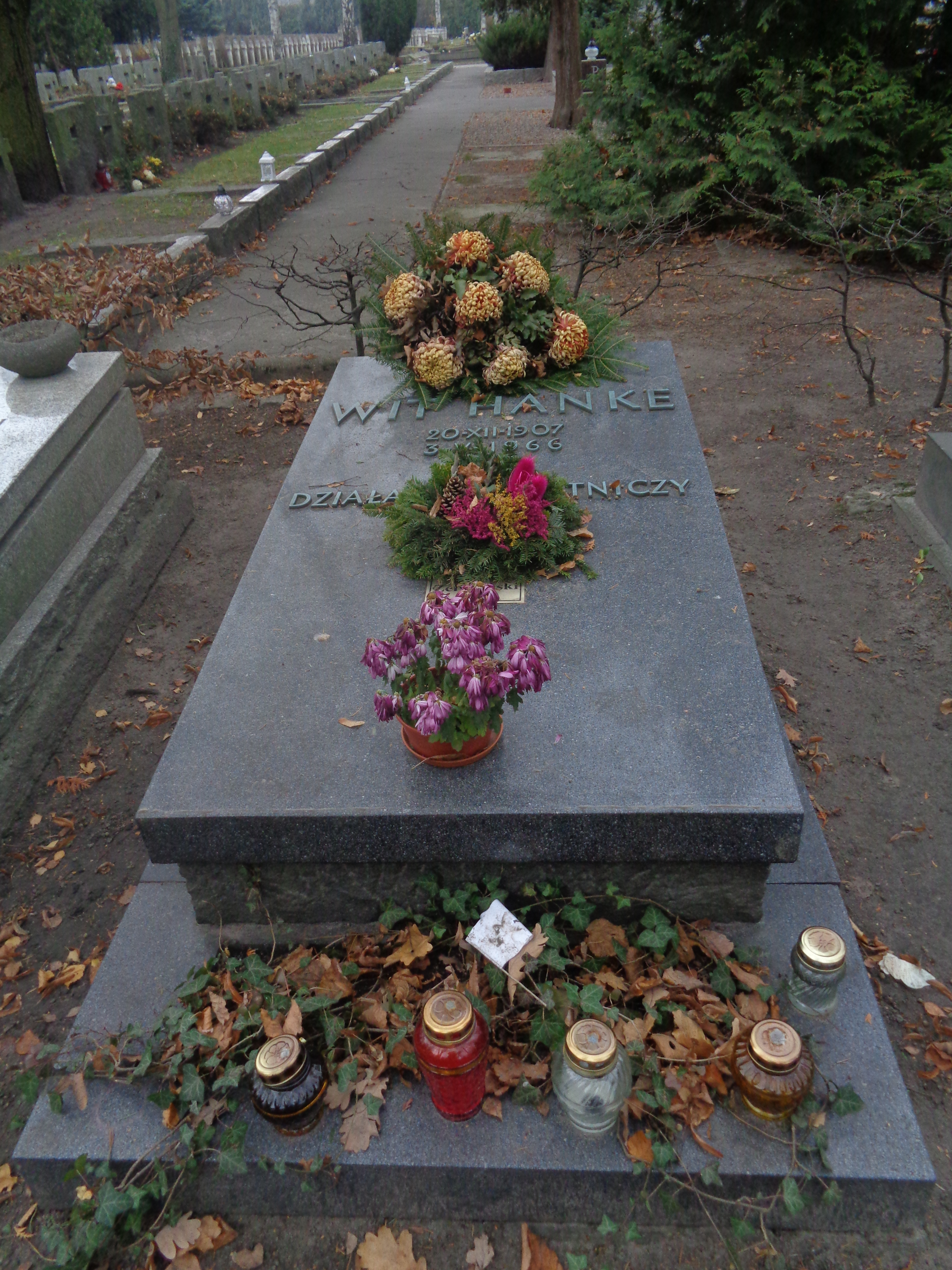
Grób Wita Hankego na Cmentarzu Wojskowym na Powązkach

Uzyskał wykształcenie średnie, z zawodu był górnikiem. W okresie II Rzeczypospolitej działał w ruchu robotniczym na Górnym Śląsku. Był członkiem Komunistycznego Związu Młodzieży Polski, PPS-Lewicy oraz Komunistycznej Partii Polski. Był także działaczem kółek oświatowych i Związku Zawodowym Metalowców. Podczas drugiej wojny światowej był żołnierzem armii gen. Andersa. Wraz z 2 Korpusem Polskim brał udział w bitwie o Monte Cassino.
Po wojnie pełnił funkcje przewodniczącego Zarządu Głównego Związku Zawodowego Górników, sekretarza i członka prezydium Centralnej Rady Związków Zawodowych, przewodniczącego Rady Nadzorczej Zakładu Ubezpieczeń Społecznych. Wstąpił do Polskiej Zjednoczonej Partii Robotniczej, był członkiem Komitetu Centralnego PZPR oraz egzekutywy Komitetu Wojewódzkiego PZPR w Katowicach. Od 1964 wchodził w skład Centralnej Komisji Rewizyjnej. W 1957 i 1961 był wybierany na posła na Sejm PRL z okręgów Katowice i Bytom. W czasie II kadencji był zastępcą przewodniczącego Komisji Przemysłu Ciężkiego, Chemicznego i Górnictwa, następnie w III kadencji został przewodniczącym Komisji Przemysłu Ciężkiego, Chemicznego i Górnictwa. 18 lutego 1961 został prezesem Polskiego Związku Piłki Nożnej, pełnił funkcję do czasu śmierci. 
5 maja 1966 został pochowany z honorami w Alei Zasłużonych na Cmentarzu Komunalnym na Powązkach (kwatera A26-tuje-5).

## Odznaczenia
- Krzyż Komandorski z Gwiazdą Orderu Odrodzenia Polski (1964)[2]
- Order Sztandaru Pracy I klasy
- Order Sztandaru Pracy II klasy
- Medal 10-lecia Polski Ludowej[3]
- Krzyż Pamiątkowy Monte Cassino

## Upamiętnienie
W 1966 nowo otwartej szkole podstawowej w Bytomiu nadano jego imię. W tym samym roku Wit Hanke stał się również patronem Technikum Górniczego Ministerstwa Górnictwa i Energetyki w Chorzowie. Jego imię do roku 2018 nosiła jedna z ulic Chorzowa.